# Euskal Bizikleta 2001
La Euskal Bizikleta 2001, trentaduesima edizione della corsa, si svolse in cinque tappe dal 30 maggio al 3 giugno 2001, per un percorso totale di 749,1 km. Fu vinto dallo spagnolo Juan Carlos Domínguez che terminò in 18h33'10". La gara era classificata di categoria 2.1.

## Tappe
| Tappa  | Data      | Percorso                                     | km    | Vincitore di tappa  | Leader cl. generale   |
| ------ | --------- | -------------------------------------------- | ----- | ------------------- | --------------------- |
| 1ª     | 30 maggio | Eibar > Urnieta                              | 134   | Mikel Zarrabeitia   | Mikel Zarrabeitia     |
| 2ª     | 31 maggio | Urnieta > Bakio                              | 157,6 | Jorge Capitán       | Mikel Zarrabeitia     |
| 3ª     | 1º giugno | Bakio > Santuario de la Virgen de Oro (Zuia) | 187   | Juan Antonio Flecha | Juan Antonio Flecha   |
| 4ª-1ª  | 2 giugno  | Mungia > Abadiño                             | 101,5 | Alessandro Petacchi | Juan Antonio Flecha   |
| 4ª-2ª  | 2 giugno  | Abadiño > Hiper Eroski (cron. individuale)   | 21    | David Millar        | Juan Carlos Domínguez |
| 5ª     | 3 giugno  | Iurreta > Arrate (Eibar)                     | 148   | Ivan Basso          | Juan Carlos Domínguez |
| Totale | Totale    | Totale                                       | 749,1 |                     |                       |

## Squadre e corridori partecipanti
Le 17 squadre partecipanti alla gara furono:
| N.    | Cod. | Squadra                 |
| ----- | ---- | ----------------------- |
| 1-8   | EUS  | Euskaltel-Euskadi       |
| 11-18 | USP  | US Postal Service       |
| 21-28 | ONC  | ONCE-Eroski             |
| 31-38 | DFF  | Domo-Farm Frites        |
| 41-48 | KEL  | Kelme-Costa Blanca      |
| 51-58 | MER  | Mercatone Uno-Stream TV |
| 61-68 | BAN  | iBanesto.com            |
| 71-77 | ALS  | Lampre-Daikin           |
| 81-88 | MCY  | Mercury-Viatel          |

| N.      | Cod. | Squadra                          |
| ------- | ---- | -------------------------------- |
| 91-98   | FAS  | Fassa Bortolo                    |
| 101-108 | REL  | Colchon Relax-Fuenlabrada        |
| 111-118 | COF  | Cofidis, le Crédit par Téléphone |
| 121-128 | JAZ  | Jazztel-Costa de Almería         |
| 131-138 | LIQ  | Liquigas-Pata                    |
| 141-148 | CTA  | Cantina Tollo-Acqua & Sapone     |
| 151-158 | TAC  | Tacconi Sport-Vini Caldirola     |
| 161-168 | A2R  | AG2R Prévoyance                  |

## Dettagli delle tappe

### 1ª tappa
- 30 maggio: Eibar > Urnieta – 134 km

Risultati
| Pos. | Corridore         | Squadra     | Tempo    |
| ---- | ----------------- | ----------- | -------- |
| 1    | Mikel Zarrabeitia | ONCE-Eroski | 2h59'30" |
| 2    | Janek Tombak      | Cofidis     | a 7"     |
| 3    | Aitor González    | Kelme       | s.t.     |

| Pos. | Corridore         | Squadra     | Tempo    |
| ---- | ----------------- | ----------- | -------- |
| 1    | Mikel Zarrabeitia | ONCE-Eroski | 2h59'30" |
| 2    | Janek Tombak      | Cofidis     | a 7"     |
| 3    | Aitor González    | Kelme       | s.t.     |

### 2ª tappa
- 31 maggio: Urnieta > Bakio – 157,6 km

Risultati
| Pos. | Corridore       | Squadra       | Tempo    |
| ---- | --------------- | ------------- | -------- |
| 1    | Jorge Capitán   | Colchon Relax | 4h09'18" |
| 2    | Cristian Moreni | Mercatone Uno | a 11"    |
| 3    | Sergej Ivanov   | Fassa Bortolo | s.t.     |

| Pos. | Corridore         | Squadra       | Tempo    |
| ---- | ----------------- | ------------- | -------- |
| 1    | Mikel Zarrabeitia | ONCE-Eroski   | 7h08'59" |
| 2    | Jorge Capitán     | Colchon Relax | a 5"     |
| 3    | Steven Kleynen    | Domo-Farm Fr. | a 7"     |

### 3ª tappa
- 1º giugno: Bakio > Santuario de la Virgen de Oro (Zuia) – 187 km

Risultati
| Pos. | Corridore           | Squadra       | Tempo    |
| ---- | ------------------- | ------------- | -------- |
| 1    | Juan Antonio Flecha | Colchon Relax | 4h35'16" |
| 2    | Dave Bruylandts     | Domo-Farm Fr. | a 17"    |
| 3    | Roberto Laiseka     | Euskaltel     | s.t.     |

| Pos. | Corridore           | Squadra       | Tempo     |
| ---- | ------------------- | ------------- | --------- |
| 1    | Juan Antonio Flecha | Colchon Relax | 11h44'31" |
| 2    | Mikel Zarrabeitia   | ONCE-Eroski   | a 8"      |
| 3    | Dave Bruylandts     | Domo-Farm Fr. | a 17"     |

### 4ª tappa-1ª semitappa
- 2 giugno: Mungia > Abadiño – 101,5 km

Risultati
| Pos. | Corridore           | Squadra       | Tempo    |
| ---- | ------------------- | ------------- | -------- |
| 1    | Alessandro Petacchi | Fassa Bortolo | 2h18'52" |
| 2    | Glenn Magnusson     | Domo-Farm Fr. | s.t.     |
| 3    | Sergej Ivanov       | Fassa Bortolo | s.t.     |

| Pos. | Corridore           | Squadra       | Tempo     |
| ---- | ------------------- | ------------- | --------- |
| 1    | Juan Antonio Flecha | Colchon Relax | 14h03'25" |
| 2    | Mikel Zarrabeitia   | ONCE-Eroski   | a 8"      |
| 3    | Dave Bruylandts     | Domo-Farm Fr. | a 17"     |

### 4ª tappa-2ª semitappa
- 2 giugno: Abadiño > Hiper Eroski – Cronometro individuale – 21 km

Risultati
| Pos. | Corridore              | Squadra      | Tempo  |
| ---- | ---------------------- | ------------ | ------ |
| 1    | David Millar           | Cofidis      | 26'01" |
| 2    | Juan Carlos Domínguez  | iBanesto.com | a 5"   |
| 3    | Igor González de Gald. | ONCE-Eroski  | a 12"  |

| Pos. | Corridore              | Squadra      | Tempo     |
| ---- | ---------------------- | ------------ | --------- |
| 1    | Juan Carlos Domínguez  | iBanesto.com | 14h29'48" |
| 2    | Igor González de Gald. | ONCE-Eroski  | a 7"      |
| 3    | Mikel Zarrabeitia      | ONCE-Eroski  | a 9"      |

### 5ª tappa
- 3 giugno: Iurreta > Arrate (Eibar) – 148 km

Risultati
| Pos. | Corridore     | Squadra       | Tempo    |
| ---- | ------------- | ------------- | -------- |
| 1    | Ivan Basso    | Fassa Bortolo | 4h01'40" |
| 2    | Joseba Beloki | ONCE-Eroski   | a 1'20"  |
| 3    | Aitor Kintana | Jazztel       | a 1'38"  |

| Pos. | Corridore              | Squadra      | Tempo     |
| ---- | ---------------------- | ------------ | --------- |
| 1    | Juan Carlos Domínguez  | iBanesto.com | 18h33'10" |
| 2    | Joseba Beloki          | ONCE-Eroski  | a 3"      |
| 3    | Igor González de Gald. | ONCE-Eroski  | a 7"      |

## Evoluzione delle classifiche
| Tappa              | Vincitore           | Classifica generale   | Classifica a punti  | Classifica scalatori | Classifica mete volanti | Classifica a squadre |
| ------------------ | ------------------- | --------------------- | ------------------- | -------------------- | ----------------------- | -------------------- |
| 1ª                 | Mikel Zarrabeitia   | Mikel Zarrabeitia     | Mikel Zarrabeitia   | Eladio Jiménez       | Janek Tombak            | ONCE-Eroski          |
| 2ª                 | Jorge Capitán       | Mikel Zarrabeitia     | Jorge Capitán       | Jorge Capitán        | Stefan Rüttimann        | ONCE-Eroski          |
| 3ª                 | Juan Antonio Flecha | Juan Antonio Flecha   | Mikel Zarrabeitia   | Jorge Capitán        | Stefan Rüttimann        | ONCE-Eroski          |
| 4ª-1ª              | Alessandro Petacchi | Juan Antonio Flecha   | Alessandro Petacchi | Jorge Capitán        | Stefan Rüttimann        | ONCE-Eroski          |
| 4ª-2ª              | David Millar        | Juan Carlos Domínguez | David Millar        | Jorge Capitán        | Stefan Rüttimann        | ONCE-Eroski          |
| 5ª                 | Ivan Basso          | Juan Carlos Domínguez | Mikel Zarrabeitia   | Juan Antonio Flecha  | Stefan Rüttimann        | ONCE-Eroski          |
| Classifiche finali | Classifiche finali  | Juan Carlos Domínguez | Mikel Zarrabeitia   | Juan Antonio Flecha  | Stefan Rüttimann        | ONCE-Eroski          |

## Classifiche finali

### Classifica generale
| Pos. | Corridore              | Squadra        | Tempo     |
| ---- | ---------------------- | -------------- | --------- |
| 1    | Juan Carlos Domínguez  | iBanesto.com   | 18h33'10" |
| 2    | Joseba Beloki          | ONCE-Eroski    | a 3"      |
| 3    | Igor González de Gald. | ONCE-Eroski    | a 7"      |
| 4    | Mikel Zarrabeitia      | ONCE-Eroski    | a 9"      |
| 5    | Pavel Tonkov           | Mercury-Viatel | a 35"     |
| 6    | Aitor Kintana          | Jazztel        | a 1'13"   |
| 7    | Guido Trentin          | Cofidis        | a 1'15"   |
| 8    | Tyler Hamilton         | US Postal      | a 1'33"   |
| 9    | Roberto Laiseka        | Euskaltel      | a 1'39"   |
| 10   | Félix Cárdenas         | Kelme          | a 2'27"   |

### Classifica a punti
| Pos. | Corridore              | Squadra      | Punti |
| ---- | ---------------------- | ------------ | ----- |
| 1    | Mikel Zarrabeitia      | ONCE-Eroski  | 51    |
| 2    | David Millar           | Cofidis      | 47    |
| 3    | Juan Carlos Domínguez  | iBanesto.com | 44    |
| 4    | Joseba Beloki          | ONCE-Eroski  | 41    |
| 5    | Igor González de Gald. | ONCE-Eroski  | 40    |

### Classifica scalatori
| Pos. | Corridore               | Squadra       | Punti |
| ---- | ----------------------- | ------------- | ----- |
| 1    | Juan Antonio Flecha     | Colchon Relax | 36    |
| 2    | Jorge Capitán           | Colchon Relax | 32    |
| 3    | Alberto López de Munain | Euskaltel     | 24    |
| 4    | Stefan Rüttimann        | Tacconi Sport | 24    |
| 5    | Joseba Beloki           | ONCE-Eroski   | 16    |

### Classifica mete volanti
| Pos. | Corridore         | Squadra       | Punti |
| ---- | ----------------- | ------------- | ----- |
| 1    | Stefan Rüttimann  | Tacconi Sport | 8     |
| 2    | Igor Astarloa     | Mercatone Uno | 3     |
| 3    | Aleksandr Bočarov | AG2R Prév.    | 3     |
| 4    | Bingen Fernández  | Euskaltel     | 3     |
| 5    | Antonio Tauler    | Kelme         | 3     |

### Classifica squadre
| Pos. | Squadra                          | Tempo     |
| ---- | -------------------------------- | --------- |
| 1    | ONCE-Eroski                      | 55h39'49" |
| 2    | iBanesto.com                     | a 8'35"   |
| 3    | Fassa Bortolo                    | a 9'35"   |
| 4    | US Postal Service                | a 10'04"  |
| 5    | Cofidis, le Crédit par Téléphone | a 10'13"  |